# 大葉灰木
大叶灰木（学名：Symplocos grandis），即大叶山矾，为山矾科山矾属下的一个种。

## 扩展阅读
- 維基物種上的相關：大叶山矾